# Norsko na Letních olympijských hrách 1996
Norsko na Letních olympijských hrách 1996 v Atlantě reprezentovalo 97 sportovců, z toho 42 mužů a 55 žen. Nejmladším účastníkem byl Vibeke Lambersøy Johansen (17 let, 359 dní), nejstarším pak Harald Stenvaag (43 let, 145 dní). Reprezentanti vybojovali 7 medailí, z toho 2 zlaté, 2 stříbrné a 3 bronzové.

## Medailisté
| Medaile | Jméno | Sport      | Disciplína        |
| ------- | --- | ---------- | ----------------- |
| Zlato   | Vebjørn Rodal | Atletika   | Muži běh na 800 m |
| Zlato   | Knut Holmann | Kanoistika | Muži K-1 1 000 m  |
| Stříbro | Knut Holmann | Kanoistika | Muži K-1 500 m    |
| Stříbro | Steffen Størseth Kjetil Undset | Veslování  | Muži dvojskif     |
| Bronz   | Peer Moberg | Jachting   | Muži třída Laser  |
| Bronz   | Trine Hattestadová | Atletika   | Ženy hod oštěpem  |
| Bronz   | Reidun Seth Tina Svensson Trine Tangeraas Marianne Pettersen Hege Riise Brit Sandaune Merete Myklebust Bente Nordby Nina Nymark Andersen Tone Gunn Frustol Tone Haugen Linda Medalen Ann-Kristin Aarønes Agnete Carlsen Gro Espeseth | Kopaná     | Turnaj žen        |